# Christoph Schrempf

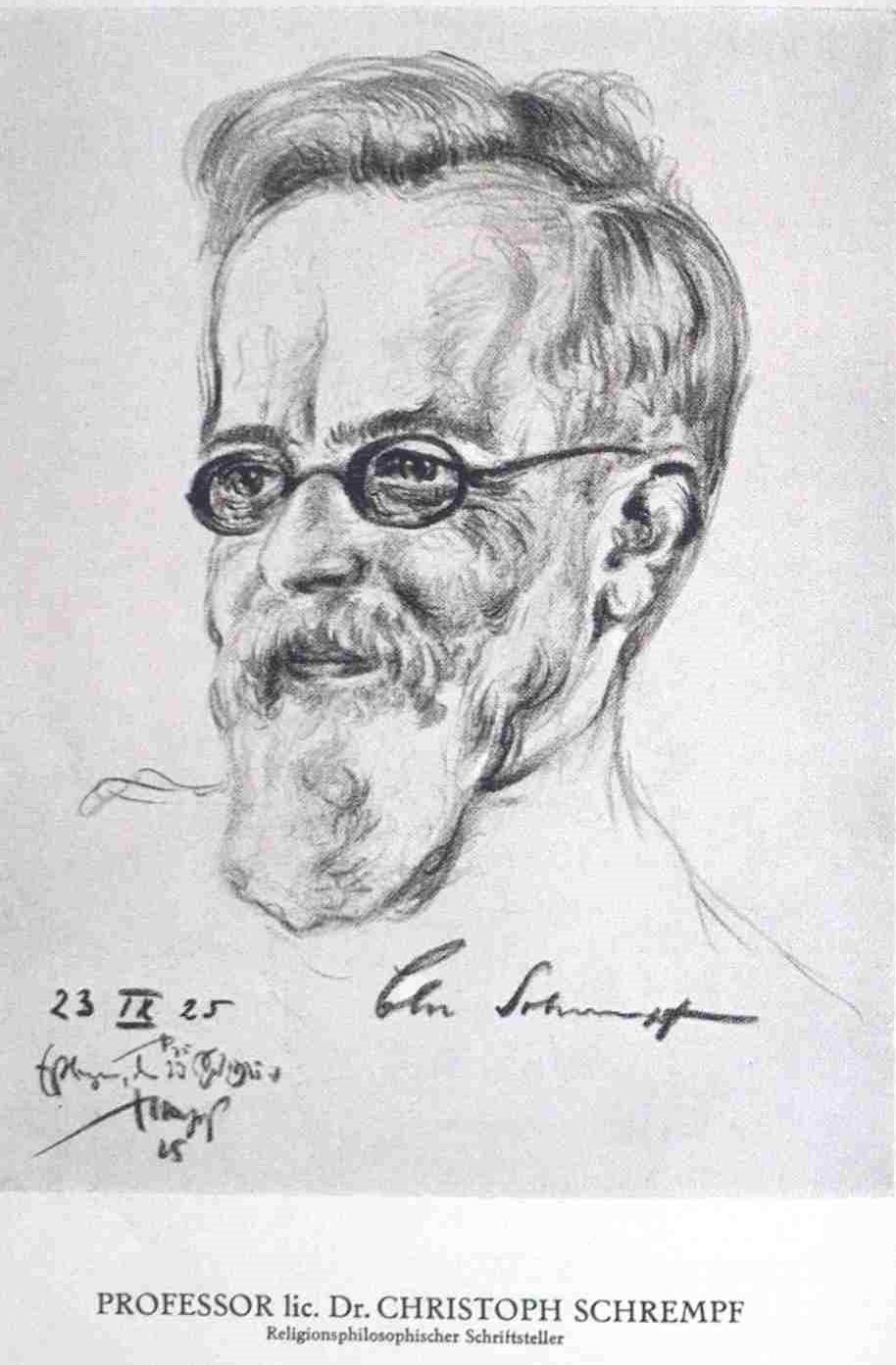
Emil Stumpp:
Christoph Schrempf (1926)

Christoph Schrempf (* 28. April 1860 in Besigheim; † 13. Februar 1944 in Stuttgart-Degerloch) war ein evangelischer Pfarrer, später Philosoph und Religionsphilosoph, Lehrer, Privatgelehrter, Redner und Schriftsteller.

## Leben
Christoph Schrempf war der mittlere von drei Söhnen des Schumachers Christian Schrempf und seiner Frau Luise Margarethe, geb. Häusler. Nach erfolgreichem Abschluss am „Gymnasium illustre“, dem humanistischen Gymnasium in Stuttgart, konnte er dank eines Stipendiums für das Evangelische Stift Tübingen 1879 bis 1883 an der evangelisch-theologischen Fakultät der Universität Tübingen Theologie und Philosophie studieren. 1884 trat er in den kirchlichen Dienst der Evangelischen Landeskirche Württemberg und erhielt eine Pfarrstelle in Leuzendorf (heute zu Schrozberg im Landkreis Schwäbisch Hall).
1883 stieß er zum ersten Mal auf den dänischen Religionsphilosophen Sören Kierkegaard. Ab 1890 und bis 1922 übersetzte er dessen Werke und gab sie zusammen mit Hermann Gottsched in zwölf Bänden beim Eugen Diederichs Verlag, Jena heraus, wodurch Kierkegaard in Deutschland erst richtig bekannt und einflussreich wurde. Ab 1921 hielt er an der neu gegründeten Stuttgarter Volkshochschule auch Vorträge über Kierkegaard und dessen Werk.
Ab 1891 geriet der sich durch radikale Wahrhaftigkeit auszeichnende Pfarrer in eine  Glaubenskrise, die sich darin ausdrückte, dass er bei Taufen das Apostolische Glaubensbekenntnis nicht mehr sprechen wollte. Er könne die Aussagen „empfangen vom Heiligen Geist, geboren von der Jungfrau Maria, aufgefahren in den Himmel, Auferstehung des Leibes“ nicht mehr vertreten. Die Kirchenleitung erkannte zwar seinen „tiefen sittlichen Ernst“ und seine „Aufrichtigkeit“ an, entließ ihn jedoch 1892 fristlos aus dem kirchlichen Dienst, wodurch er auch seine Pensionsansprüche verlor. Der „Fall Schrempf“ spielte auch im ersten „Apostolikumsstreit“ eine Rolle. 1909 trat er aus der Evangelischen Landeskirche aus, ohne sich anderswo anzuschließen. 
Nach seiner Entlassung arbeitete Schrempf als Redner, Privatdozent und Schriftsteller. Er gab zwischen 1893 und 1898 eine eigene Zeitschrift («Die Wahrheit») heraus. Ab 1894 hielt er in Stuttgart regelmäßig religiöse Sonntagsreden nach der Gottesdienstzeit, unterbrochen während des Ersten Weltkriegs. Zwischen 1895 und 1906 unterrichtete er deutsche Sprache, Literatur und Mathematik an einer privaten Höheren Handelsschule in Stuttgart. 1906 promovierte Schrempf an der Philosophischen Fakultät der Universität Tübingen zum Doktor der Philosophie; wenig später wurde er an der Technischen Hochschule Stuttgart habilitiert. Von 1906 bis 1921 war er dort unbesoldeter Privatdozent für Philosophie und Literatur und ab 1919 außerordentlicher Professor. Während der Zeit des Nationalsozialismus wurde Schrempf öffentliches Reden und Auftreten verboten.
Schrempf war dreimal verheiratet und hatte fünf Kinder, von denen nur eine Tochter ihn überlebt hat.

## Ehrungen
Nach Christoph Schrempf ist das Christoph-Schrempf-Gymnasium Besigheim benannt. Zu seinen Ehren wurde auch eine Straße in Besigheim nach ihm benannt.

## Werke
Seine Gesammelten Werke erschienen in 16 Bänden im Frommann-Holzboog Verlag, Stuttgart, 1930–1940:
- 1: Für die Kirche wider die Kirche (1930)
- 2: Noch im Banne der Kirche (1930)
- 3: Noch im Banne der Moral (1931)
- 4: Über den Rubikon (1931)
- 5: Auseinandersetzungen 1 – Kant, Lessing (1931)
- 6: Auseinandersetzungen 2, Goethe (1932)
- 7: Noch diesseits – schon jenseits (1932)
- 8: Diesseits und jenseits II. Schon jenseits – noch diesseits. (1933)
- 9: Auseinandersetzungen 3 – Sokrates, Nietzsche, Paulus (1934)
- 10: Auseinandersetzungen IV – Sören Kierkegaard Erster Teil (1935)
- 11: dito Zweiter Teil (1935)
- 12: dito – Dritter Teil (1935)
- 13: Mein Testament. Mit Bildnis (1937)
- 14: Die Grundlage der Ethik. Abhandlung auf Grund einer von der evangelisch-theologischen Fakultät Tübingen gestellten Preisaufgabe (Frühjahr 1884). Herausgegeben von Otto Engel (1936)
- 15: Mancherlei auf dem Wege. Herausgegeben von Otto Engel (1939)
- 16: Das Vermächtnis. Herausgegeben von Otto Engel. (1940)

Postum erschienen in drei Bänden, herausgegeben von Otto Engel bei Fromman, weitere Schriften unter dem Titel Religion ohne Religionen (Stuttgart, 1947). Eine erweiterte Neuausgabe hiervon erschien 1960 in zwei Bänden unter dem Titel Von der Religion zum Glauben.